# Hrvoje Ćustić
Hrvoje Ćustić (Zadar, 21 de octubre de 1983 - Zadar, 3 de abril de 2008) fue un futbolista croata que jugó como centrocampista en el Zadar de la Primera Liga de Croacia.

## Trayectoria
Ćustić comenzó su carrera como profesional en el juvenil del NK Zadar en 2000 y también jugó dos temporadas en el NK Zagreb entre 2005 y 2007, antes de volver al Zadar en verano de 2007 en un contrato de cuatro años.
Entre 2004 y 2005, jugó en la selección croata sub-21, ganando siete partidos como internacional.

## Muerte
En los primeros minutos del partido en casa de su club contra el HNK Cibalia en la Primera Liga de Croacia el 29 de marzo de 2008, Ćustić sufrió graves lesiones en la cabeza tras chocar con un muro de hormigón situado a unos tres metros de la línea lateral, que sostenía la valla que separa el campo de las gradas. Segundos antes, Ćustić intentó recuperar un balón suelto en un duelo con un jugador contrario, pero ambos jugadores chocaron y Ćustić fue empujado contra la pared, golpeándola con la cabeza.
Lo trasladaron inmediatamente al hospital local y lo operaron la noche siguiente. Después de la cirugía, estuvo en coma inducido y su condición permaneció estable hasta el 2 de abril de 2008, cuando una supuesta infección provocó un rápido aumento de su temperatura corporal. Su condición empeoró inmediatamente y en las primeras horas de la tarde del 3 de abril de 2008, el hospital confirmó que tenía muerte cerebral a las 11:51 de ese día. Tras su muerte, todos los partidos de la liga croata previstos para el fin de semana siguiente fueron aplazados.

## Clubes
| Club         | País    | Año       |
| ------------ | ------- | --------- |
| NK Zadar     | Croacia | 2000–2005 |
| N. K. Zagreb | Croacia | 2005–2007 |
| NK Zadar     | Francia | 2007–2008 |